# Народный комиссариат внутренних дел РСФСР
Наро́дный комиссариа́т вну́тренних дел РСФСР (НКВД РСФСР) — центральный орган государственного управления РСФСР по борьбе с преступностью и поддержанию общественного порядка в 1917—1930 годах и в 1937—1946 годах. В период своего существования НКВД РСФСР выполнял государственные функции, связанные с охраной правопорядка и государственной безопасности, а также в сфере коммунального хозяйства и экономики молодого советского государства.

## До образования СССР
Наркомат внутренних дел РСФСР входил в число первых наркоматов, образованных в соответствии с декретом «Об учреждении Совета Народных Комиссаров», принятым 2-м Всероссийским съездом Советов 26 октября (8 ноября) 1917 года. Наркомом внутренних дел был назначен А. И. Рыков.
28 октября (10 ноября) 1917 г. НКВД РСФСР принял постановление «О рабочей милиции», который стал юридической основой для создания милиции, но при этом милицейские органы еще не имеют штатной структуры.
В ноябре 1917 г. наркомом внутренних дел был назначен Г. И. Петровский. На основе структуры дореволюционного Министерства начали формироваться штаты центрального аппарата НКВД. При наркоме создана коллегия в составе: Ф. Э. Дзержинский, М. Я. Лацис, И. С. Уншлихт, М. С. Урицкий.
Основными направлениями деятельности комиссариата в первые годы Советской власти стали:
- Организация, подбор кадров и контроль за деятельностью местных Советов;
- Контроль за исполнением распоряжений центральной власти на местах;
- Охрана «революционного порядка» и обеспечение безопасности граждан;
- Общее руководство профессиональной и финансово-хозяйственной деятельностью органов милиции, исполнения наказаний, противопожарной охраны;
- Руководство коммунальным хозяйством[2].

7 декабря 1917 года Совнарком РСФСР принял решение о создании Всероссийской чрезвычайной комиссии (ВЧК при СНК РСФСР) по борьбе с контрреволюцией и саботажем. Председателем комиссии назначен Ф. Э. Дзержинский. ВЧК в состав НКВД РСФСР не входила, являясь самостоятельным органом.
Рабочий аппарат наркомата к июлю 1918 года состоял из отделов: местного управления, местного хозяйства, финансового, иностранного, управления медицинской частью, ветеринарного, секретариата, бюро печати и контрольно-ревизионной комиссии.
В марте 1919 г. Ф. Э. Дзержинский был назначен наркомом внутренних дел, сохраняя пост председателя ВЧК.
6 февраля 1922 г. ВЦИК принял постановление об упразднении ВЧК и образовании Государственного политического управления (ГПУ) при НКВД РСФСР; таким образом управление органами милиции и госбезопасности было передано одному ведомству.
4 мая 1922 года постановлением ВЦИК и СНК РСФСР было введено в действие Положение о Народном Комиссариате Внутренних Дел РСФСР, согласно которому в наркомат входили следующие Управления:
- Организационно-административное управление;
- Главное управление милиции;
- Главное управление принудительных работ;
- Центральное управление по эвакуации населения;
- Главное управление коммунального хозяйства;
- Управление делами.

Местными органами наркомата до 1923 года являлись губернские, уездные и волостные отделы управления при исполкомах Советов, затем одноимённые наркоматы в автономных республиках, административные отделы губисполкомов Советов, уездные управления милиции.

## После образования СССР
В августе 1923 г. наркомом внутренних дел РСФСР назначен А. Г. Белобородов.
15 ноября 1923 г. Президиум ЦИК СССР постановил преобразовать ГПУ НКВД в Объединённое государственное политическое управление (ОГПУ) при СНК СССР. НКВД РСФСР был освобожден от функции обеспечения государственной безопасности.
В 1923 году в рабочий аппарат наркомата входили:
- Управление делами (отделы: общий, картографический, финансовый, хозяйственный, статистическое бюро, секретариат)
- Центральное административное управление (отделы: административный, милиции, уголовного розыска, секретариат и Центральный питомник служебных собак)
- Главное управление местами заключения (отделы: административно-пенитенциарный, работ и эксплуатации, хозяйства и снабжения, секретариат)
- Главное управление коммунального хозяйства (отделы: общий, информационно-организационный, жилищный, бюджетный, коммунальных предприятий, благоустройства, земельный, пожарный, научно-технический совет)
- Российско-украинская делегация (РУД)
- Российско-украинско-польская смешанная комиссия по репатриации[4].

28 марта 1927 года было утверждено положение об НКВД РСФСР, по которому он осуществлял в основном функции общего административного надзора и охраны порядка и безопасности. К этому времени в ведении наркомата находилось руководство милицией, уголовным розыском, загсами, коммунальным делом и местами заключения. Наркомат руководил проведением в жизнь постановлений и распоряжений правительства по общему администрированию и установлению охраны революционного порядка и общественной безопасности, выдавал гражданские заграничные паспорта и визы на выезд граждан за пределы СССР, ведал регистрацией актов гражданского состояния, осуществлял административный надзор за торговлей специальными предметами и материалами, наблюдал за деятельностью низового аппарата. На наркомат возлагалась непосредственная работа в области розыска и дознания по уголовным преступлениям, регистрация и учёт преступников, изучение преступности, разработка всех вопросов исправительно-трудовой политики.
В январе 1928 года наркомом внутренних дел РСФСР назначен Владимир Николаевич Толмачёв.
Аппарат наркомата на 19 марта 1930 года состоял из коллегии, управлений милиции, делами и административного, отделов: организационно-распорядительного, уголовного розыска, финансового. В ведении наркомата находились самостоятельно-обособленные главные управления местами заключения и коммунального хозяйства.
15 декабря 1930 г. ЦИК и СНК СССР приняли постановление «О ликвидации наркоматов внутренних дел союзных и автономных республик». Спустя 16 дней ВЦИК и СНК приняли постановление «О мероприятиях, вытекающих из ликвидации наркомвнудела РСФСР и наркомвнуделов автономных республик». В связи с упразднением наркомата на базе управлений коммунального хозяйства, милиции и уголовного розыска были учреждены одноимённые управления непосредственно при СНК РСФСР, в частности Главное Управления милиции и уголовного розыска при СНК РСФСР. Одновременно ЦИК и СНК СССР приняли секретное постановление «О руководстве органами ОГПУ деятельностью милиции и уголовного розыска», на основе которого ОГПУ и его местные органы получили право не только назначения, перемещения и увольнения работников милиции и уголовного розыска, но и использования в своих целях их гласного состава и негласной агентурной сети.
На президиум ВЦИК РСФСР и ЦИК автономных республик было возложено руководство приёмом в гражданство СССР, выдачей заграничных паспортов, делами, связанными с религиозными культами и деятельностью обществ, не занимающихся извлечением прибылей, учётом лиц, лишённых избирательных прав, общее руководство деятельностью органов по регистрации актов гражданского состояния. Административной комиссии ВЦИКа РСФСР, президиумам ЦИКов автономных республик и президиумам краевых и областных исполкомов было передано административное устройство и наблюдение за деятельностью низового советского аппарата. Места заключения, вопросы организации ссылки с принудительными работами и организации их без содержания под стражей передавались в ведение Наркомата юстиции РСФСР; вопросы направления на работу тылоополченцев и проведение трудовой и гужевой повинности — Наркомату труда РСФСР. 
10 февраля 1931 года Президиум ВЦИК освободил Толмачева от должности наркома внутренних дел РСФСР.
10 июля 1934 года наряду с союзным НКВД были созданы одноимённые наркоматы во всех союзных республиках, кроме РСФСР, где были образованы краевые и областные управления во главе с уполномоченными, подчинённые непосредственно НКВД СССР.
21 января 1937 года в результате принятия новой Конституции РСФСР республиканский НКВД был восстановлен. Однако, пост наркома (с 1946 — министра) оставался вакантным вплоть до февраля 1955 года.

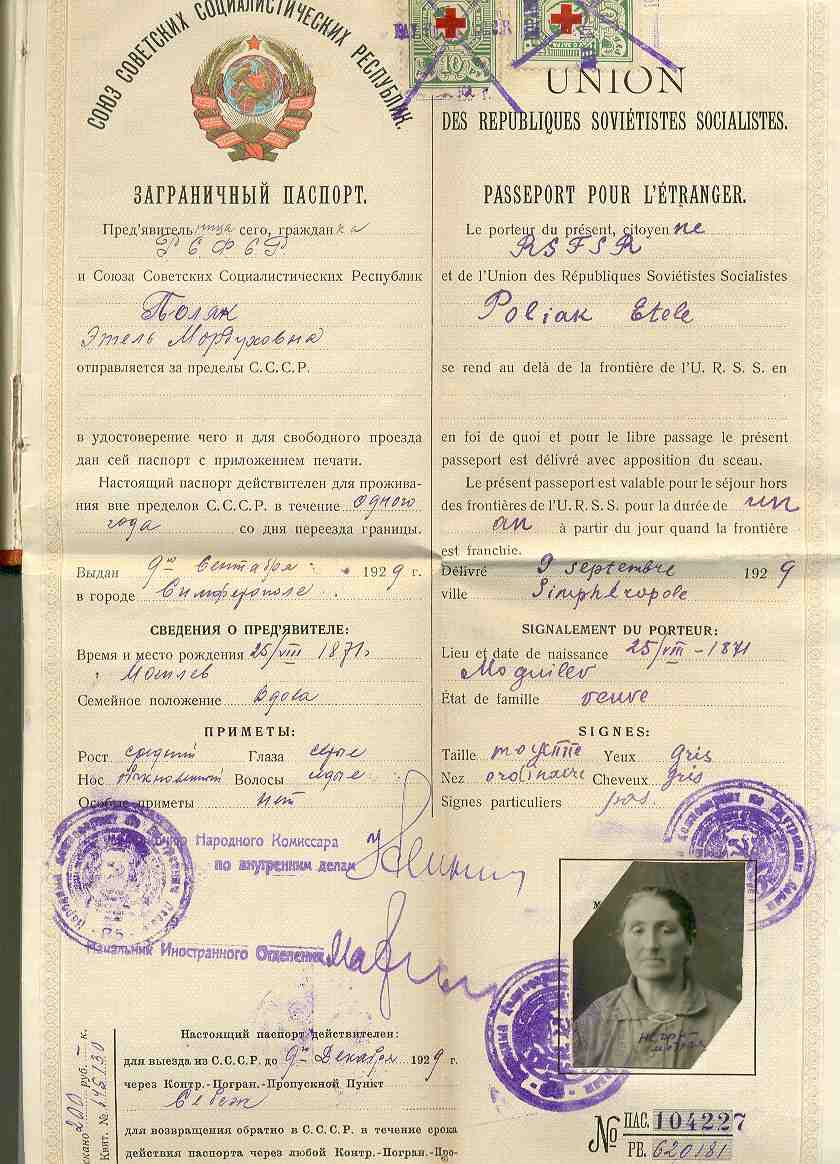
Выданный НКВД советский загранпаспорт (1929 год)